# Шишин, Дмитрий Владимирович
Дми́трий Влади́мирович Ши́шин  (род. 14 марта 1986, Саратов) — российский игрок в пляжный футбол, нападающий. Трёхкратный чемпион мира (2011, 2013, 2021). Заслуженный мастер спорта России.

## Карьера
Первый тренер — Алексей Тарасов.
В футбол Шишина привёл отец в возрасте 7 лет. Свою футбольную карьеру начал в саратовском «Соколе». Продолжил играть в мини-футболе, в 2006 году начал играть в пляжный футбол. В 2007 году играл в чемпионате России в составе самарского «Спутника» и на чемпионате мира в Бразилии.
После «Спутника» долгое время выступал за различные саратовские команды — «Росагро», «Бизнес-Право», «Дельта». В 2011 году перешёл в московский «Локомотив», где выиграл свой первый титул, став чемпионом России. Позже завоевал ещё один чемпионский титул, а также два Кубка России. В 2013 году перешёл в волгоградский «Ротор». В составе команды стал серебряным призёром чемпионата России, в 2014 году выиграл и чемпионат и Кубок России. За два года выступления забил 66 голов в 43 играх.
В чемпионатах и кубках страны сыграл 104 матча и забил 126 голов.
В 2015 году перешёл в санкт-петербургский «Кристалл».
За годы выступления в сборной России Шишин стал одним из лидеров национальной команды. Забил 162 гола в 126 играх.
На чемпионате мира 2013 в финальном матче против сборной Испании забил последний мяч и тем самым помог своей сборной победить 5:1, также стал лучшим бомбардиром первенства, забив 11 мячей.
Приказом министра спорта № 66-нг от 21 декабря 2012 г. удостоен звания — Заслуженный мастер спорта России.
В 2019 году был признан лучшим игроком финального матча на турнире Inter Cup в Санкт-Петербурге. Был удостоен награды «MVP турнира».
В марте 2023 года перешёл в КПФ «Саратов», с которым завоевал бронзовые медали InterCup (2023) и чемпионата России (2023).
По окончании сезона 2023 года покинул «Саратов» и перешёл в московский ЦСКА. Дебютировал за армейцев 15 ноября 2023 года в победном матче чемпионата Санкт-Петербурга в закрытых помещениях против «Пляжа» (7:5). Первый гол за красно-синих забил уже в следующей игре в ворота «Краснодар-ЮМР» (6:2). Всего в осенне-зимнем первенстве северной столицы 2023 года Шишин забил 5 мячей в 6 играх, в том числе хет-трик в ворота «Фарм Ганнерс» в полуфинале, и помог ЦСКА завоевать серебряные медали турнира.

## Достижения
На клубном уровне:
Чемпионат России по пляжному футболу
- Победитель (9): 2011, 2012, 2014, 2015, 2016, 2018, 2019, 2021, 2022
- Серебряный призёр (3): 2010, 2013, 2017
- Бронзовый призёр (2): 2020, 2023

Кубок России по пляжному футболу
- Обладатель (10): 2011, 2012, 2014, 2015, 2017, 2018, 2019, 2020, 2021, 2022
- Бронзовый призёр (2): 2009, 2016

Суперкубок России по пляжному футболу
- Обладатель (2): 2011, 2018

Чемпионат Беларуси по пляжному футболу
- Серебряный призёр: 2024
- Лучший игрок турнира: 2024

Open Beachsoccer League (OBSL)
- Победитель (2): 2014, 2015

InterCup
- Победитель (2): 2017, 2018
- Серебряный призёр (2): 2019, 2021
- Бронзовый призёр (2): 2022, 2023
- MVP турнира: 2019
- Лучший игрок финального матча турнира: 2019

В Сборной России:
Чемпионат мира по пляжному футболу
- Победитель (3): 2011, 2013, 2021
- Бронзовый призёр (2): 2015, 2019
- Лучший бомбардир турнира: 2013 (11 голов)

Межконтинентальный кубок
- Победитель (4): 2011, 2012, 2015, 2021
- Серебряный призёр (3): 2013, 2014, 2018
- Бронзовый призёр: 2016

Кубок Европы
- Победитель (2): 2010, 2012

Евролига
- Победитель (4): 2009, 2011, 2014, 2017
- Серебряный призёр (3): 2012, 2013, 2019
- Бронзовый призёр (4): 2008, 2010, 2015, 2016

Европейская квалификация Чемпионата мира по пляжному футболу
- Победитель (2): 2015, 2019
- Серебряный призёр (2): 2009, 2013
- Бронзовый призёр (2): 2008, 2011

Европейские игры
- Победитель: 2015

Всемирные пляжные игры
- Серебряный призёр: 2019

Европейская квалификация Всемирных пляжных игр
- Победитель: 2019

Кубок солидарности
- Серебряный призёр: 2009

Аланья Кап
- Победитель: 2010

Кубок РФС
- Победитель: 2016
- Серебряный призёр: 2015